# Креверина (Ђенова)
Креверина је насеље у Италији у округу Ђенова, региону Лигурија.
Према процени из 2011. у насељу је живело 30 становника. Насеље се налази на надморској висини од 305 м.